# Tephrosia hochstetteri
Tephrosia hochstetteri är en ärtväxtart som beskrevs av Emilio Chiovenda. Tephrosia hochstetteri ingår i släktet Tephrosia och familjen ärtväxter. Inga underarter finns listade i Catalogue of Life.